# Chełmek (gromada)
Chełmek – dawna gromada, czyli najmniejsza jednostka podziału terytorialnego Polskiej Rzeczypospolitej Ludowej w latach 1954–1972.
Gromady, z gromadzkimi radami narodowymi (GRN) jako organami władzy najniższego stopnia na wsi, funkcjonowały od reformy reorganizującej administrację wiejską przeprowadzonej jesienią 1954 do momentu ich zniesienia z dniem 1 stycznia 1973, tym samym wypierając organizację gminną w latach 1954–1972.
Gromadę Chełmek z siedzibą GRN w Chełmku (wówczas wsi) utworzono – jako jedną z 8759 gromad na obszarze Polski – w powiecie chrzanowskim w woj. krakowskim, na mocy uchwały nr 20/IV/54 WRN w Krakowie z dnia 6 października 1954. W skład jednostki weszły obszary dotychczasowych gromad Chełmek i Gorzów oraz przysiółek Nowopole z dotychczasowej gromady Bobrek ze zniesionej gminy Chełmek w tymże powiecie. Dla gromady ustalono 27 członków gromadzkiej rady narodowej.
Gromadę Chełmek zniesiono 1 stycznia 1956 w związku z nadaniem jej statusu osiedla. 1 stycznia 1969 Chełmek otrzymał prawa miejskie; równocześnie wyłączono z niego Gorzów, włączając go gromady Bobrek.
1 stycznia 1973 reaktywowano gminę Chełmek.